# Ridgeway, South Carolina
Ridgeway är en ort i Fairfield County i delstaten South Carolina, USA.